# Orgelfärger
Orgelfärger är Sagor & Swings debutalbum, utgivet på skivbolaget Häpna i april 2001.

## Låtlista
Alla låtar är skrivna av Eric Malmberg.
1. "Vals på vingar" - 4:53
2. "Melodi" - 2:51
3. "Andra melodin" - 3:58
4. "Sagoslottet" - 3:31
5. "En vandring i berget" - 3:54
6. "Ljud långt bortifrån" - 2:31
7. "Ett, två, tre, fyr" - 2:26
8. "Mjuk skog" - 2:29
9. "Allt kommer att ordna sig" - 3:13
10. "Bordunens vandring" - 6:06
11. "Ljud långt långt bortifrån" 2:03

## Personal
- Eric Malmberg - orgel, synthesizer
- Ulf Möller - trummor, inspelning
- Johan Berthling, Klas Augustsson - design (cd)
- Klas Augustsson - mastering
- Maria Larsson - fotografering (skivans bak- och insida)

## Mottagande
Allmusic gav skivan betyget 4/5 och skrev vidare "this music holds something of the essence of Scandinavia's landscape." Blow Up gav betyget 9/10. Andres Lokko skrev för Expressen "Årets bästa svenska skiva. Instrumentalt med endast en uråldrig orgel i förgrunden låter Sagor & Swing exakt som tredje kapitlet i Stig Claessons Svart asfalt grönt gräs." Tidningen Nöjesguiden framröstade Orgelfärger som 2001 års åttonde bästa skiva.